# Tuda Möngke

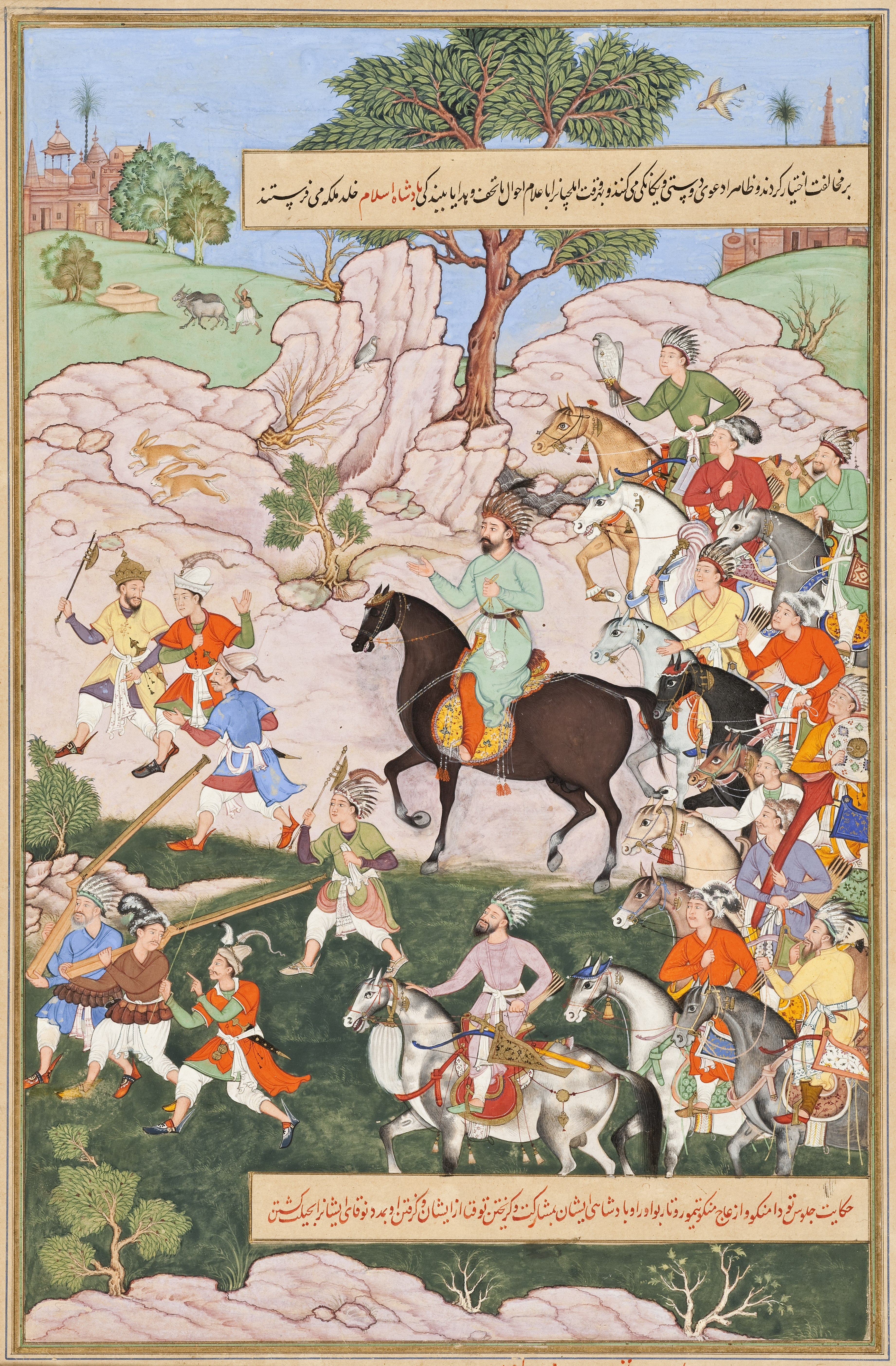
Tuda Möngke und die Goldene Horde in einer Darstellung von 1596

Der Khan Tuda Möngke regierte die Goldene Horde zwischen 1280 und 1287. 
Der Bruder und Nachfolger Möngke Timurs trat wenig in Erscheinung, er beschäftigte sich hauptsächlich mit den religiösen Dingen des Islam und war ständig von Geistlichen umgeben. Immerhin legte er die Differenzen mit dem Großkhan Kubilai bei und wurde von diesem als Khan der Goldenen Horde bestätigt (1283). Weiterhin wechselte er Gesandtschaften mit Ägypten.  
Tuda Möngke war zwar formell der Khan der Goldenen Horde, aber nicht der einzige Regent.  Denn der Prinz Noqai hatte großen Einfluss innerhalb der Regierung, der Prinz Tulabugha wurde von russischen Quellen schon damals als der Khan bezeichnet, und der Prinz Qonichi in Sibirien war weitestgehend selbständig. Darüber hinaus vertrat die Witwe Möngke Timurs, Gigek Hatun noch die Interessen ihres Klans. Hier begann eine vorübergehende Teilung der höchsten Macht, die bis 1299 andauerte.  
Schließlich wurde Tuda Möngke wegen „Geisteskrankheit“ abgesetzt. Er war angeblich der Regierung müde und verzichtete mit Zustimmung aller Anverwandten auf den Thron. 
| Vorgänger    | Amt                               | Nachfolger |
| ------------ | --------------------------------- | ---------- |
| Möngke Timur | Khan der Goldenen Horde 1280–1287 | Tulabugha  |

| Personendaten    | Personendaten           |
| ---------------- | ----------------------- |
| NAME             | Tuda Möngke             |
| KURZBESCHREIBUNG | Khan der Goldenen Horde |
| GEBURTSDATUM     | 13. Jahrhundert         |
| STERBEDATUM      | 13. Jahrhundert         |